# Гай Каниний Ребил (консул-суффект 37 года)
Гай Кани́ний Реби́л (лат. Gaius Caninius Rebilus; умер после 37 года) — политический деятель эпохи ранней Римской империи.

## Биография
Гай Каниний принадлежал к знатному плебейскому роду Каниниев Ребилов. Его отец и дед носили один и тот же преномен — Гай; отсюда предполагается, что Гай Каниний-отец — это консул-суффект 12 года до н. э., а Гай Каниний-дед — цезарианец, назначенный в конце 45 года консулом на место скоропостижно умершего Квинта Фабия Максима.
В 37 году Ребил, как и его ближайшие предки, сам занимал должность консула-суффекта. Был богатым человеком. В источниках Ребил известен как «консуляр Ребилий». Пользовался дурной славой, как человек не самых высоких моральных качеств. Упоминается, в частности, Сенекой в труде «О благодеяниях».